# Manfred Kirschner
Manfred Kirschner (* 10. Januar 1967 in Bremen) ist ein deutscher Künstler und Kurator. Er lebt und arbeitet in Berlin und bei Bremen und stellt regelmäßig im In- und Ausland aus.

## Leben
Auf der Realschule nahm er an der Kunst-AG des Lehrers und Fotografen Jürgen Nogai teil. Nach dem erweiterten Abschluss der Realschule wechselte er auf das Gymnasium Achim. Im Jahr 1988 begann er ein Studium der Freien Kunst an der Hochschule für Künste Bremen bei Professor Rolf Thiele.
1995 graduierte Kirschner als Meisterschüler. Er arbeitete an Zeichnungen, Installationen und ersten Performances. Er wurde 1998 von der Leiterin des Hauses Coburg Barbara Alms für das Stipendium der Stadt Delmenhorst ausgewählt und realisiert für die Eröffnung der Sammlung Fritz Stuckenberg der Städtischen Galerie Delmenhorst im Sommer 1998 eine dem Künstler gewidmete Performance, in der er in dem am Haus Coburg gelegenen Fluss, der Delme mit professioneller Ausrüstung nach Gold suchte.
Von 1999 bis 2003 arbeitete Kirschner im Künstlerhaus am Deich in Bremen. Er hilft bei der Realisation von Ausstellungen, arbeitet mit Kuratorinnen wie Dorothee Richter zusammen und hat zugleich ein Atelier im Künstlerhaus. 2006 erhielt der Künstler das „Stipendium Berlin“ des Senators für Kultur in Bremen und eröffnete im März 2007 die Galerie Crystal Ball in der Schönleinstraße in Kreuzberg. Diese wurde 2020 mit dem Preis des Berliner Senats ausgezeichnet und nahm an der Berlin Art Week teil.
Ab 2016 übernimmt eine von Kirschner erdachte Kunstfigur Lydia Karstadt die kuratorische Leitung des Ausstellungsraumes.

## Werk
Manfred Kirschners künstlerisches Werk ist divers und von Crossover geprägt. Schwerpunkte seines Œuvre liegen in der Installation, Collage, Performance und Zeichnung. Kirschner kreiert Werkgruppen von seriellen Unikaten wie zum Beispiel den "Kunsttheorieuntersetzern" oder Collagen mit Lochstanzpunkten, die er dem "Konkreten Pointillismus", einer von ihm erfundenen Kunstrichtung zuordnet.
Häufig sind seine Arbeiten mit performativen Präsentationsformen verknüpft. Für die Werkgruppe der „Essbaren Gedichte und Zeichnungen“, 1996 im Kunstverein Bremerhaven organisierte er Lesungen und Dinner mit Gästen, die seine essbaren Werke verspeisten. Ein anderes Beispiel sind seine Installationen von begehbaren Wohnzimmern in Ausstellungen, in denen er seine „Kunsttheorieuntersetzer“ (große Zeichnungen) auf Möbelstücken platzierte.
Aktuell wendet sich der Künstler verstärkt Collagen und dem Schreiben zu. In seinen „Collage-Stories“ kombiniert er Collagen mit unterlegten Texten in der Art eines assoziativen Fotoalbums. Diese Geschichten veröffentlicht er seit 2021 auch als Bücher. Das aktuelle Buchprojekt wurde von der VG-Bildkunst gefördert. 2023 erhielt Kirschner zudem ein Stipendium des Berliner Senats für die künstlerische Recherche.

## Ausstellungsauswahl
(Quelle: )
- 1996 Essbare Gedichte und Zeichnungen, Kunstverein Bremerhaven
- 2001 Der menschliche Spirograph, Galerie für Gegenwartskunst, Bremen[10]
- 2002 Thank You Manfred Kirschner! Galerie 19 Rouge, Luxembourg
- 2010 Meinten Sie Video? Galerie Walden, Berlin
- 2011 Der unsichtbare Spiegel, Galerie Mitte, Bremen

       Kunstfrühling, Bremen
- 2013 Pataphysische Topologien I, Pataphysisches Institut Basel, Basel
- 2014 Plastik Revue, Galerie M, Berlin

       Ende, Spor Klübü, Berlin
      The Intuitionist, Drawing Center, New York
      Pataphysische Topologien II, Pataphysisches Institut Basel, Basel
- 2015 Aller/Retour, Maison de Centre Culturel, Diekirch, Luxembourg

        Fantasy, mit Henrik Jacob, Galerie des Westens, Bremen
- 2017 2e Biennale des Espace Dárt Independants de Geneve, mit PIB, Genf
- 2018 Art in Beaufort / Performancecamp und Installationen, Luxembourg
- 2019 Nacht im Museum, Ichorya, Berlin

         Egina Streifen, Project Space / Athens, Gr
- 2021 Crystal Ball Buchsalon, Crystal Ball, Berlin
- 2022 Berliner Luft, Schloß Ahlden, Repräsentanz Berlin

        KunstKlusiv, Hildesheim, Bayreuth, Kassel
        UnBoxing, Performance mit E. Emersleben, Künstlerhaus am Deich, Bremen